# 比利時 (伊利諾伊州)
比利時（英語：Belgium）是位於美國伊利諾伊州弗米利恩縣的一個村落。

## 地理
比利時的座標為39°03′41″N 87°38′17″W / 39.06139°N 87.63806°W，而該地最高點為海拔高度199米（即653英尺）。

## 人口
根據2010年美國人口普查的數據，比利時的面積為1.12平方千米，當中陸地面積為1.12平方千米，而水域面積為0.00平方千米。當地共有人口404人，而人口密度為每平方千米360人。